# Lusitanisch-Sundanesischer Padrão

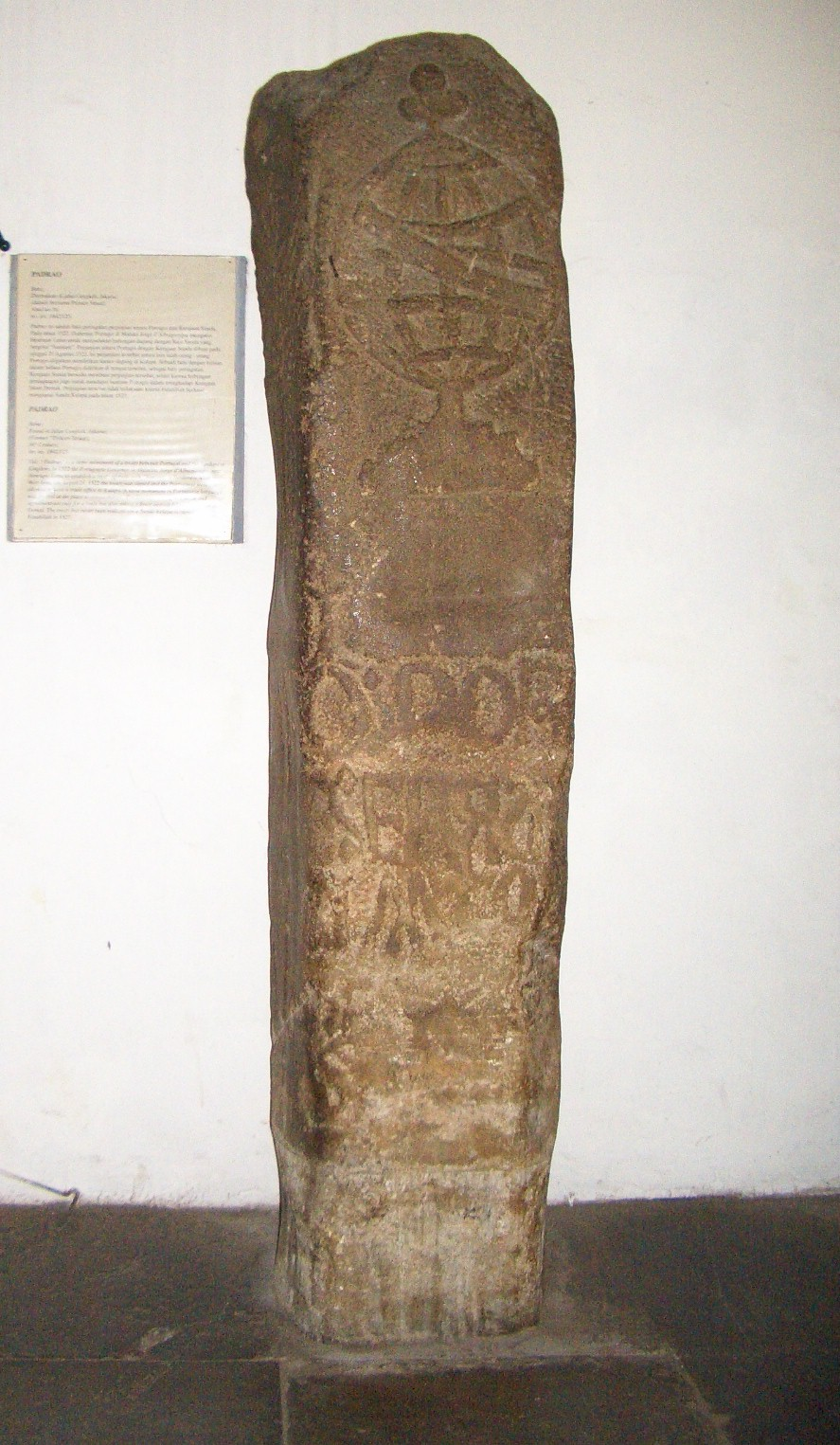
Der Padrão im Indonesischen Nationalmuseum

Der sogenannte lusitanisch-sundanesischen Padrão ist eine Steinsäule, die an den Vertrag von Sunda Kelapa erinnert, der im Jahr 1522 zwischen den Königreichen von Portugal und Sunda geschlossen wurde. Ein Padrão ist eine Steinsäule mit dem Wappen Portugals und einem Kreuz an der Spitze.

## Geschichte
Aufgrund der wachsenden islamischen Macht in Demak und Cirebon suchte der hinduistische König von Sunda, Sri Baduga, Hilfe bei der portugiesischen Kolonie in Malakka. Er schickte seinen Sohn, Kronprinz Prabu Surawisesa, in den Jahren 1512 und 1521 nach Malakka, um die Portugiesen einzuladen, einen Friedensvertrag zu unterzeichnen, Pfeffer zu tauschen und in seinem Haupthafen Sunda Kalapa eine Festung zu bauen. Erst um 1522 waren die Portugiesen bereit, eine Koalition mit dem sundanesischen König zu schließen, um Zugang zum gewinnbringenden Indienhandel mit Pfeffer zu erhalten.
Jorge de Albuquerque, Kommandant der Festung von Malakka, sandte 1522 das Schiff São Sebastião unter Kapitän Henrique Leme mit wertvollen Geschenken für den König von Sunda nach Sunda Kalapa. Zwei schriftliche Quellen beschreiben den Abschluss des Vertrags: das originale portugiesische Dokument von 1522, mit dem Vertragstext und den Unterschriften der Zeugen; und ein Bericht von João de Barros in seinem Buch Décadas da Asia, gedruckt nach 1777 oder 1778.
Die Portugiesen wurden vom Kronprinzen und späteren König Prabu Surawisesa Jayapercosa (auch König Surawisesa von Pajundan, oder Ratu Sang Hyang genannt, auf Portugiesisch Ratu Samian) begrüßt. Der Chronist João de Barros nennt ihn Samião. Den Portugiesen wurde erlaubt, an der Mündung des Ciliwung eine Festung zu bauen, wo sie schwarzen Pfeffer auf ihre Schiffe verladen konnten. Der König versprach zudem, den Portugiesen jedes Jahr tausend Säcke (mehr als 20 Tonnen) Pfeffer zu übergeben. Der Vertrag wurde in zwei Exemplaren erstellt, eine für den König von Sunda, eine für den König von Portugal. Beide Exemplare wurden am 21. August 1522 unterzeichnet. Die sundanesischen königlichen Bevollmächtigten waren der Obermandarin Padam Tumangu (Honourable Tumenggung), die Mandarine Sangydepaty (Sang Adipati) und Benegar (Bendahara bzw. Schatzmeister), sowie der shahbandar (Hafenmeister) des Landes, Fabian.
„An dem besagten Tag“ gingen diese Mandarinen und andere ehrenwerte Männer zusammen mit Henrique Leme und seinem Gefolge an die Mündung des Flusses, wo die Festung gebaut werden sollte, auf dem „Land Sunda Kalapa“. Dort errichteten sie im heutigen Tugu-Unterbezirk von Nordjakarta einen Padrão, eine Steinsäule, die den portugiesischen Anspruch auf das Land symbolisiert. Aufgrund von Problemen in Goa, der Hauptstadt von Portugiesisch-Indien, versäumten die Portugiesen ihr Versprechen, im folgenden Jahr wiederzukommen, um die Festung zu bauen. Sie kehrten erst im November 1526 in die Javasee zurück, als sie unter dem Kommando von Francisco de Sá auf sechs Schiffen aus Bintan ankamen.
Der Padrão wurde 1918 an der Kreuzung zwischen Jalan Cengkeh und Jalan Kali Besar Timur wiederentdeckt, als die niederländisch-ostindische Regierung eine Rekultivierung in diesem Gebiet durchführte. Heute wird der lusitanisch-sundanesische Padrão im Nationalmuseum Indonesiens aufbewahrt.

## Details
Der Padrão ist eine 165 Zentimeter hohe Steinsäule. Der obere Teil des Padrão zeigt eine Armillarsphäre mit einem Kleeblatt, einem Symbol der Entdeckung, die von König Manuel von Portugal benutzt wurde. Über der ersten Zeile der Inschrift wurde ein Kreuz des Christusordens eingemeißelt. Die Inschrift selbst lautet, OSPOR .ESFERЯa / Mo und ist eine Abkürzung von O Senhor de Portugal. Esfera / Espera do Mundo, was „Herr von Portugal, Sphäre/Hoffnung der Welt“ bedeutet.